# Bruno Barbieri
Bruno Barbieri (Medicina, Bolonia, Emilia-Romaña, 12 de enero de 1962) es un chef, escritor y personaje televisivo italiano. Durante su carrera ha sido galardonado con 7 estrellas Michelin.

## Biografía
Nació en Medicina en 1962 en el seno de una familia proveniente de Basilicata (denominada Lucania del 1932 al 1947). En 1979 tuvo la posibilidad de trabajar como sous-chef en cruceros, y de esta manera aprende culturas culinarias de diferentes países. Después de un año y medio vuelve a Italia y empieza a trabajar en pequeños locales en la costa adriática, muy conocida en Italia en calidad de chef de partida. Participó en cursos de perfeccionamiento también en el extranjero, hasta trabajar en la Locanda Solarola, un restaurante de alta cocina en Castel Guelfo, Bolonia; el restaurante consigue dos años consecutivos dos estrellas Michelin. Llegó así a trabajar en el restaurante Il Trigabolo en Argenta, bajo la dirección del chef Igles Corelli (al que el mismo Barbieri definirá como su único maestro) colaborando con Giacinto Rossetti y Mauro Gualandi. En los años noventa también el restaurante Il Trigabolo consiguió dos estrellas Michelin.
Más tarde, Barbieri abrió el restaurante Arquade en el Hotel Villa del Quar-Relais & Châteaux en San Pietro in Cariano. El local aparece en las guías gastronómicas en 2006 con dos estrellas Michelin, mientras Gambero Rosso, famosa editorial italiana especializada en comidas gourmet, lo señala con tres tenedores (equivalente de las estrellas). En julio de 2010, Barbieri decide dejar la cocina del Arquade para mudarse a Brasil. En 2016 abre en Bolonia un nuevo bistró, el Fourghetti.
Barbieri es también autor de numerosos libros, entre los cuales uno de 2007 llamado Squisitamente senza glutine ("exquisitamente sin gluten") dedicado a la cocina sin gluten. Participa en programas de televisión para la cadena Gambero Rosso Channel y colabora en diferentes programas de radio. En marzo de 2012 inaugura en Londres el restaurante Cotidie, que un año después deja al chef Marco Tozzi por sus excesivos compromisos de trabajo.

## Vida privada
Barbieri es reservado con respecto a su vida privada. Sin embargo, en algunas entrevistas ha hablado de la relación problemática que tiene con su padre, al que conoció sólo de mayor, y de su temor a que él no apreciara que hubiera elegido la cocina como profesión, motivo por el que buscó ayuda psicológica.

## Televisión
- MasterChef Italia, Sky Uno (2011-en curso) – Juez
- Junior MasterChef Italia, Sky Uno (2014-2016) – Juez
- Quelli che il calcio, Rai 2 (2015-2016) – Enviado
- Celebrity MasterChef Italia, Sky Uno (2017-2018) – Juez
- Brunos Barberos - 4 hoteles, Sky Uno (2018-en curso)
- MasterChef All Stars Italia, Sky Uno (2018-en curso) – Juez

## Obras
- Tegami (Cacerolas). 2005. ISBN 978-8886174725.
- L'uva nel piatto (La uva en el plato). 2006. ISBN 978-8886174909.
- Mangiare da cani (Comer como los perros). 2006.
- Squisitamente senza glutine (Exquisitamente sin gluten). 2007. ISBN 978-8895056111.
- Polpette, che passione! (Albóndigas, ¡qué pasión!). 2008. ISBN 978-8895056272.
- Fuori dal guscio (Afuera de la concha). 2008. ISBN 978-8895056180
- Cipolle buone da far piangere (Cebollas ricas hasta hacer llorar). 2009. ISBN 978-8895056463.
- Ripieni di bontà (Relleno de gusto). 2009. ISBN 978-8895056494.
- Tajine senza frontiere (Tajine sin fronteras). 2010. ISBN 978-8895056630.
- Pasta al forno e gratin (Pasta al forno y gratin). 2012. ISBN 978-8895056852.
- Via Emilia, via da casa (Via Emilia, afuera de casa). 2014. ISBN 978-8817084017.
- Cerco sapori in piazza Grande. 70 ingredienti per 70 ricette (Busco sabores en Plaza Grande. 70 ingredientes para 70 recetas). 2015. ISBN 978-8817088176.
- Domani sarà più buono. Da ogni piatto possono nascere nuove ricette (Mañana será más rico. Desde cada plato pueden nacer nuevas recetas). 2019. ISBN 978-8891819222.

## Premios y reconocimientos
Restaurante Locanda Solarola
- 2 Estrellas Michelin[6]

Restaurante Il Trigabolo en Argenta
- 2 Estrellas Michelin[6]

Restaurante Grotta di Brisighella
- 1 Estrella Michelin[6]

Restaurante Arquade - Relais Chateaux Villa del Quar
- 2 Estrellas Michelin[6]